# NGC 647
NGC 647 је лентикуларна галаксија у сазвежђу Кит која се налази на NGC листи објеката дубоког неба.
Деклинација објекта је - 9° 14' 31" а ректасцензија 1h 39m 56,1s. Привидна величина (магнитуда) објекта NGC 647 износи 13,5 а фотографска магнитуда 14,5. NGC 647 је још познат и под ознакама MCG -2-5-33, NPM1G -09.0072, PGC 6155.